# Bonne Baie
La Bonne Baie (anglais : Bonne Bay) est une baie de l'ouest de Terre-Neuve et un bras du golfe du Saint-Laurent.  Elle est située dans le parc national du Gros-Morne.  La baie est située entre les Tablelands et le Gros Morne dans les monts Long Range. Elle marque la limite méridionale de la péninsule Northern.
La Bonne Baie comprend 4 municipalités sur ses rives, soit Woody Point, Glenburnie-Birchy Head-Shoal Brook, Norris Point et Rocky Harbour.

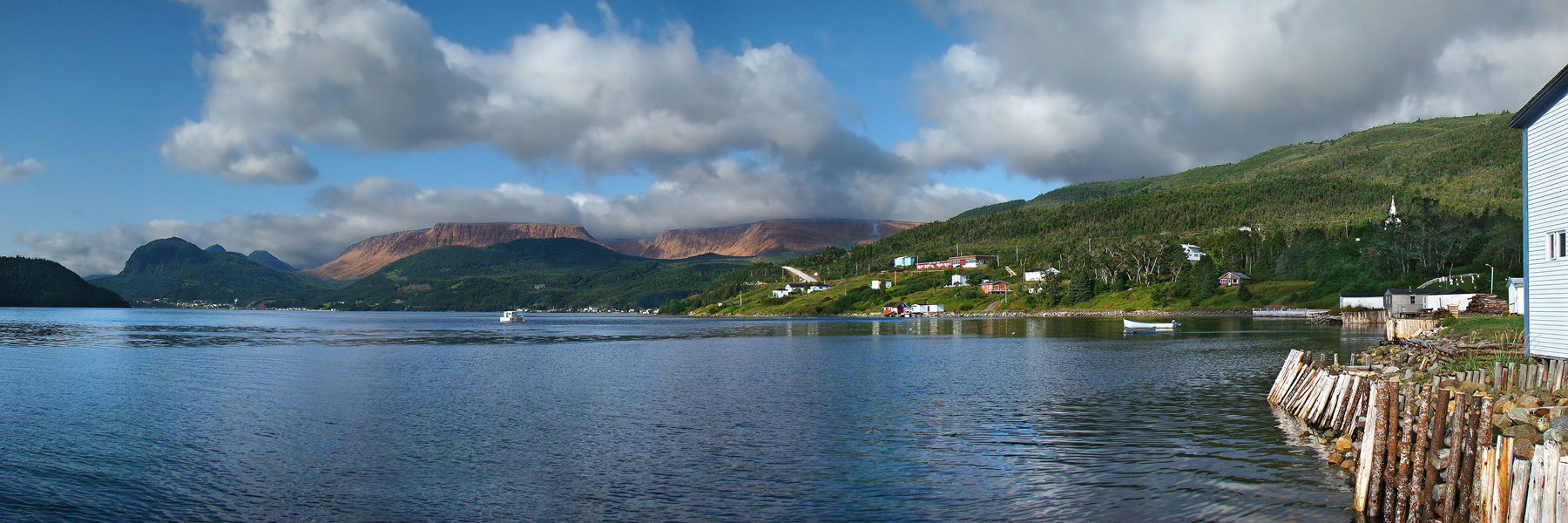
Village de Woody Point avec les Tablelands au fond